# Kulubi
Kulubi este un oraș din zona Misraq Hararghe, regiunea Oromia, Etiopia.